# Petra van Staveren
Petra van Staveren, född 2 juni 1966 i Kampen, är en nederländsk före detta simmare.
Hon blev olympisk guldmedaljör på 100 meter bröstsim vid sommarspelen 1984 i Los Angeles.